# Terremoti anteriori al XX secolo
Questa lista contiene i principali terremoti disastrosi avvenuti nel mondo prima del XX secolo.
| Date              | Luogo                                                                                        | Magnitudo                   | Vittime                                | Dettagli                                                                                          |
| ----------------- | -------------------------------------------------------------------------------------------- | --------------------------- | -------------------------------------- | ------------------------------------------------------------------------------------------------- |
| 1831 a.C.         | Monte Tai, Shandong (Cina)                                                                   |                             | ?                                      | dettagli                                                                                          |
| 464 a.C.          | Sparta (Grecia)                                                                              | 7,2 Richter                 | 20.000                                 | dettagli                                                                                          |
| 226 a.C.          | Rodi (Grecia)                                                                                | X Mercalli                  | ?                                      | dettagli                                                                                          |
| 91 a.C.           | Modena e Reggio Emilia (Italia)                                                              |                             |                                        | dettagli                                                                                          |
| 60 a.C.           | Portogallo e costa della Galizia                                                             | 8,5 Richter                 |                                        | [ 1 ]                                                                                             |
| 17                | Asia minore                                                                                  |                             |                                        | Distrutte diverse città                                                                           |
| 9 aprile 37       | Antiochia di Siria                                                                           |                             |                                        | Distruzione della città                                                                           |
| 5 febbraio 62     | Stabiae e aree limitrofe                                                                     |                             |                                        | dettagli                                                                                          |
| 24 agosto 79      | Area vesuviana (Italia)                                                                      |                             | migliaia                               | dettagli Scavi archeologici di Pompei Scavi archeologici di Ercolano Scavi archeologici di Stabia |
| 110               | Yunnan (Cina)                                                                                |                             | migliaia                               |                                                                                                   |
| 13 dicembre 115   | Antiochia                                                                                    | 7.5 Richter                 | 260.000                                |                                                                                                   |
| 21 luglio 365     | Creta (Grecia)                                                                               | 8.5 Richter                 | 45.000                                 | dettagli                                                                                          |
| 21 luglio 369     | Benevento (Italia)                                                                           |                             | migliaia                               | dettagli                                                                                          |
| 382               | Cabo de São Vicente (Portogallo)                                                             | 7.5 Richter                 |                                        | [ 1 ]                                                                                             |
| 447               | Costantinopoli                                                                               | 6.4 Richter                 | migliaia                               | dettagli                                                                                          |
| 19 maggio 526     | Antiochia (Siria)                                                                            | VIII Mercalli               | 250 000                                | dettagli                                                                                          |
| 6 luglio 551      | Beirut (Libano)                                                                              | 7.5 Richter                 | 30 000                                 | [ 1 ]                                                                                             |
| 24 novembre 847   | Damasco (Siria)                                                                              | X Mercalli                  | 70 000                                 |                                                                                                   |
| 856               | Corinto (Grecia)                                                                             |                             | 45 000                                 |                                                                                                   |
| 22 dicembre 856   | Damghan (Iran)                                                                               |                             | 200 000                                | dettagli                                                                                          |
| 13 luglio 869     | Sendai (Giappone)                                                                            | 8,6-9,0 Richter             | 1 000                                  |                                                                                                   |
| 23 marzo 893      | Ardabil (Iran)                                                                               |                             | 150 000                                | dettagli                                                                                          |
| 28 dicembre 893   | Dvin (Armenia)                                                                               |                             | 30 000                                 |                                                                                                   |
| 12 agosto 1042    | Palmira, Baalbek (Siria)                                                                     | >VIII Mercalli              | 50 000                                 |                                                                                                   |
| 18 marzo 1068     | Egitto, Penisola arabica                                                                     | 7,0 Richter                 | 20 000                                 |                                                                                                   |
| 3 gennaio 1117    | Italia settentrionale (Epicentro a Verona)                                                   | 6,4 Richter                 | 30 000 circa                           | dettagli                                                                                          |
| 11 ottobre 1138   | Aleppo (Siria)                                                                               | 8,5 Richter XI Mercalli     | 230 000                                | dettagli                                                                                          |
| 12 agosto 1157    | Siria                                                                                        | 7,2 Richter                 | decine di migliaia                     |                                                                                                   |
| 4 febbraio 1169   | Sicilia orientale (Italia)                                                                   | 7,7                         | 15 000 circa                           |                                                                                                   |
| 29 giugno 1170    | Mediterraneo orientale (Siria, Libano, Turchia centromeridionale)                            | 7,3-7,5-7,7 Richter         | 110 000                                |                                                                                                   |
| 20 maggio 1202    | Mediterraneo (Inclusi la Siria, l'Egitto settentrionale e il Medio Oriente)                  | 7,6 Richter                 | 1 100 000                              | dettagli                                                                                          |
| 1268              | Cilicia, Anatolia (Turchia)                                                                  | 7,0 Richter                 | 60 000                                 | dettagli                                                                                          |
| 27 settembre 1290 | Hebei (Cina)                                                                                 | 6,7 Richter                 | 100 000                                |                                                                                                   |
| 26 maggio 1293    | Kamakura (Kantō, Giappone)                                                                   | 7,1 Richter                 | 23 024                                 |                                                                                                   |
| 25 luglio 1303    | Provincia di Shanxi, Cina                                                                    | 8,0 Richter                 | 200 000                                | dettagli                                                                                          |
| 8 agosto 1303     | Creta                                                                                        | 8,0 ca. Richter IX Mercalli | diverse migliaia, di cui 4 000 a Creta | dettagli                                                                                          |
| 25 gennaio 1348   | Carinzia (Austria), Friuli settentrionale (Italia)                                           | 6,9 Richter                 | 10 000                                 | dettagli                                                                                          |
| 9 settembre 1349  | Appennino centrale (Italia)                                                                  | 6,3 Richter X Mercalli      | 1 000 e oltre                          |                                                                                                   |
| 18 ottobre 1356   | Basilea (Svizzera)                                                                           | 6,2 Richter                 | 1 000                                  |                                                                                                   |
| 2 febbraio 1428   | Catalogna (Spagna)                                                                           | VIII-IX Mercalli            | 100 circa                              |                                                                                                   |
| 5 dicembre 1456   | Italia centro-meridionale                                                                    | 7,3                         | 30 000                                 | dettagli                                                                                          |
| 26 novembre 1461  | L'Aquila (Italia)                                                                            | 6,5 Richter IX-X Mercalli   | 150 circa                              | dettagli                                                                                          |
| 3 maggio 1481     | Rodi (Grecia)                                                                                | 7,1 Richter                 | 30 000                                 | dettagli                                                                                          |
| 26 gennaio 1531   | Lisbona (Portogallo)                                                                         | 6,9 Richter                 | 30 000                                 |                                                                                                   |
| 23 gennaio 1556   | Shaanxi (Cina)                                                                               | 8,2-8,3 Richter             | 830 000 e oltre                        | dettagli                                                                                          |
| 16 dicembre 1575  | Valdivia (Cile)                                                                              | 8,5 Richter                 |                                        |                                                                                                   |
| 6 aprile 1580     | Calais (Francia), Kent (Inghilterra), Fiandre                                                | 5,7-5,8 Richter             | 2                                      | dettagli                                                                                          |
| 13 luglio 1605    | Qiongshan (Hainan, Cina)                                                                     | 7,5 Richter                 | 3 000                                  | dettagli                                                                                          |
| 30 luglio 1627    | Capitanata, Puglia (Italia)                                                                  | 6,8                         | 5 000                                  | dettagli                                                                                          |
| 27 marzo 1638     | Calabria (Italia)                                                                            | 6,8 Richter XI Mercalli     | 10 000 e oltre                         | dettagli                                                                                          |
| 8 giugno 1638     | Crotonese (Calabria, Italia)                                                                 | 6,6 Richter X Mercalli      | 1 000 e oltre                          | dettagli                                                                                          |
| 23 luglio 1654    | Sorano, Valle di Comino, Marsica (Italia)                                                    | 6,3 Richter IX-X Mercalli   | 3 000                                  | dettagli                                                                                          |
| 6 novembre 1659   | Calabria (Italia)                                                                            | IX-X Mercalli               | 2 000                                  | dettagli                                                                                          |
| 6 aprile 1667     | Ragusa (Croazia)                                                                             | 7,2 Richter                 | 3 000                                  |                                                                                                   |
| 25 novembre 1667  | Shemakha (Azerbaigian)                                                                       | XII Mercalli                | 80 000                                 |                                                                                                   |
| 17 agosto 1668    | Anatolia (Turchia)                                                                           | 8,0 Richter                 | 8 000                                  |                                                                                                   |
| 5 giugno 1688     | Sannio (Italia)                                                                              | 7,1                         | 2 115                                  | dettagli                                                                                          |
| 7 giugno 1692     | Port Royal (Giamaica)                                                                        | 7,0 Richter X Mercalli      | 2 000 e oltre                          |                                                                                                   |
| 11 gennaio 1693   | Val di Noto, Sicilia, Calabria (Italia)                                                      | 7,7 Richter XI Mercalli     | 60 000                                 | dettagli                                                                                          |
| 8 settembre 1694  | Irpinia (Italia)                                                                             | 6,9 Richter XI Mercalli     | 6 000 circa                            | dettagli                                                                                          |
| 26 gennaio 1700   | Zona di subduzione della Cascadia (costa pacifica tra il Canada meridionale e la California) | 9,0 Richter                 |                                        |                                                                                                   |
| 14 gennaio 1703   | Abruzzo, Marche, Umbria (Italia)                                                             | 6,5 Richter                 | migliaia                               |                                                                                                   |
| 2 febbraio 1703   | L'Aquila (Italia)                                                                            | 6,7 Richter XI Mercalli     | 6 000                                  | dettagli                                                                                          |
| 3 novembre 1706   | Majella (Italia)                                                                             | 6,6 Richter IX-X Mercalli   | 1 000 circa                            | dettagli                                                                                          |
| 28 ottobre 1707   | Giappone                                                                                     | 8,6 Richter                 | 5 000                                  | dettagli                                                                                          |
| 18 novembre 1727  | Tabriz (Iran)                                                                                |                             | 77 000                                 |                                                                                                   |
| 1730              | Pechino (Cina)                                                                               | 6,5 Richter                 | 100 circa                              |                                                                                                   |
| 20 marzo 1731     | Foggia (Puglia, Italia)                                                                      | 6,3 Richter IX Mercalli     | 2 000 e oltre                          | dettagli                                                                                          |
| 29 novembre 1732  | Irpinia (Italia)                                                                             | 7,0                         | 2 000 circa                            | dettagli                                                                                          |
| 16 ottobre 1737   | Kamčatka (Russia)                                                                            | 9,3 Richter                 |                                        |                                                                                                   |
| 28 ottobre 1746   | Callao (Perù)                                                                                | 8,0-9,5 Richter XI Mercalli | 5 000                                  |                                                                                                   |
| 7 giugno 1755     | Persia settentrionale                                                                        | 5,9 Richter                 | 40 000                                 |                                                                                                   |
| 1º novembre 1755  | Lisbona (Portogallo)                                                                         | 8,7 Richter                 | 80 000                                 | dettagli                                                                                          |
| 25 novembre 1759  | Mediterraneo orientale                                                                       | 7,4 Richter                 | 1 000 circa                            |                                                                                                   |
| 3 giugno 1770     | Haiti                                                                                        | 7,5 Richter                 | 250                                    | dettagli                                                                                          |
| 28 febbraio 1780  | Iran                                                                                         | 7,4 Richter                 | 200 000                                |                                                                                                   |
| 5 febbraio 1783   | Calabria, Sicilia (Italia)                                                                   | 6,9 Richter XI Mercalli     | 50 000 circa                           | dettagli                                                                                          |
| 4 febbraio 1797   | Riobamba (Ecuador)                                                                           | 8,3 Richter                 | 6 000-40 000                           | dettagli                                                                                          |
| 10 febbraio 1797  | Sumatra (Indonesia)                                                                          | 8,4 Richter                 | 300                                    |                                                                                                   |
| 26 ottobre 1802   | Romania                                                                                      | 7,9 Richter                 | 3                                      |                                                                                                   |
| 26 luglio 1805    | Molise (Italia)                                                                              | 6,5 Richter X Mercalli      | 5 573                                  | dettagli                                                                                          |
| 16 febbraio 1810  | Creta                                                                                        | 7,5 Richter                 | 2 000                                  |                                                                                                   |
| 16 dicembre 1811  | New Madrid (Missouri)                                                                        | 8,1 Richter                 | 270                                    | dettagli                                                                                          |
| 8 dicembre 1812   | Wrightwood (California)                                                                      | 7,0 Richter                 | 42                                     |                                                                                                   |
| 16 giugno 1819    | Gujarat (India)                                                                              | 7,7-8,2 Richter             | 1 500                                  |                                                                                                   |
| 5 settembre 1822  | Aleppo (Asia Minore)                                                                         |                             | 22 000                                 |                                                                                                   |
| 18 dicembre 1828  | Echigo (Giappone)                                                                            |                             | 30 000                                 |                                                                                                   |
| 25 novembre 1833  | Sumatra (Indonesia)                                                                          | 8,7-9,2 Richter             | numerose                               | [ 1 ]                                                                                             |
| 20 febbraio 1835  | Concepción (Cile)                                                                            | 8,2 Richter                 | 50 +                                   | dettagli                                                                                          |
| 1º gennaio 1837   | Galilea (Palestina)                                                                          | >7,0 Richter                | 6 000-7 000                            |                                                                                                   |
| 1838              | Penisola di Osa (Costa Rica)                                                                 | 8,3 Richter                 | ?                                      |                                                                                                   |
| 8 maggio 1847     | Chubu (Giappone)                                                                             | 7,4 Richter                 | 8 600 e oltre                          |                                                                                                   |
| 24 dicembre 1854  | Honshū (Giappone)                                                                            | 8,4 Richter                 | 2 000                                  | [ 1 ]                                                                                             |
| 23 gennaio 1855   | Wairarapa (Nuova Zelanda)                                                                    | 8,0 Richter                 | 4                                      |                                                                                                   |
| 28 febbraio 1855  | Kırmasti, Turchia                                                                            | 7,02 Mw                     | 1 900                                  | dettagli                                                                                          |
| 11 novembre 1855  | Kantō, Giappone                                                                              | 6,9 Richter                 | 7 000                                  |                                                                                                   |
| 9 gennaio 1857    | California (Stati Uniti)                                                                     | 7,9 Richter                 | 1                                      |                                                                                                   |
| 16 dicembre 1857  | Campania, Basilicata (Italia)                                                                | 6,9 Richter IX Mercalli     | 11 000 e oltre                         | dettagli                                                                                          |
| 16 febbraio 1861  | Sumatra (Indonesia)                                                                          | 8,5 Richter                 | 905                                    | [ 1 ]                                                                                             |
| 3 aprile 1868     | Hawaii                                                                                       | 7,9 Richter                 | 77                                     |                                                                                                   |
| 13 agosto 1868    | Arica (Perù/Cile)                                                                            | 8,5-9,0 Richter             | 25 000                                 | dettagli                                                                                          |
| 16 agosto 1868    | Ecuador, Colombia                                                                            | 6,3-6,7 Richter             | 70 000                                 |                                                                                                   |
| 21 ottobre 1868   | Hayward (California, Stati Uniti)                                                            | 6,8 Richter                 | 30                                     |                                                                                                   |
| 26 marzo 1872     | California (Stati Uniti)                                                                     | 7,6 Richter                 | 27                                     |                                                                                                   |
| 3 aprile 1872     | Antiochia (Turchia)                                                                          | 7,5 Richter                 | 1 000 e oltre                          |                                                                                                   |
| 15 dicembre 1872  | Washington                                                                                   | 7,3 Richter                 |                                        |                                                                                                   |
| 12 marzo 1873     | Morello, San Ginesio (Italia)                                                                | IX Mercalli                 |                                        | dettagli                                                                                          |
| 23 novembre 1873  | California, Oregon (Stati Uniti)                                                             | 7,3 Richter                 |                                        |                                                                                                   |
| 18 maggio 1875    | Cúcuta (Colombia)                                                                            | 7,5 Richter                 | 10 000 +                               |                                                                                                   |
| 10 maggio 1877    | Iquique (Cile)                                                                               | 8,8 Richter                 | 2 541                                  |                                                                                                   |
| 9 settembre 1880  | Zagabria (Croazia)                                                                           | 6,2 Richter                 | 1                                      |                                                                                                   |
| 3 aprile 1881     | Isola di Chio (Grecia)                                                                       | 7,3 Richter                 | 7 866                                  |                                                                                                   |
| 28 luglio 1883    | Casamicciola, Isola d'Ischia (Italia)                                                        | 5,2 Richter XI Mercalli     | 2 313                                  | dettagli                                                                                          |
| 31 agosto 1886    | Carolina del Sud (Stati Uniti)                                                               | 7,3 Richter                 | 60                                     |                                                                                                   |
| 23 febbraio 1887  | Diano Marina (Liguria, Italia)                                                               | 6,5 Richter X Mercalli      | 644                                    | dettagli                                                                                          |
| 1º settembre 1888 | Nord di Canterbury (Nuova Zelanda)                                                           | 7,0-7,3 Richter             |                                        |                                                                                                   |
| 27 ottobre 1891   | Tokai (Giappone)                                                                             | 8,0 Richter                 | 7 273                                  | dettagli                                                                                          |
| 17 novembre 1893  | Quchan (Iran)                                                                                | 6,6 Richter                 | 18,000                                 |                                                                                                   |
| 14 ottobre 1895   | Lubiana (Austria-Ungheria)                                                                   | 6,1 Richter                 | pochi                                  | dettagli                                                                                          |
| 15 giugno 1896    | Costa pacifica al largo di Sanriku (Tohoku, Giappone)                                        | 8,5 Richter                 | 22 000                                 |                                                                                                   |
| 12 giugno 1897    | Assam (India)                                                                                | 8,3 Richter                 | 1 500                                  | dettagli                                                                                          |
| 10 settembre 1899 | Alaska                                                                                       | 8,0 Richter                 |                                        |                                                                                                   |